# Vega de San Mateo
Vega de San Mateo, Las Palmas település Spanyolországban, Las Palmas tartományban. Vega de San Mateo Santa Brígida, Valsequillo de Gran Canaria, San Bartolomé de Tirajana, Tejeda, Valleseco és Teror községekkel határos. Lakosainak száma 7856 fő (2024).

## Népesség
A település népessége az elmúlt években az alábbi módon változott:
| Lakosok száma | 7406 | 7617 | 7611 | 7636 | 7765 | 7698 | 7562 | 7556 | 7682 | 7856 |
|               | 2001 | 2004 | 2007 | 2009 | 2012 | 2014 | 2017 | 2019 | 2022 | 2024 |